# Time (O.Torvald-dal)
A Time (magyarul: Idő) az ukrán O.Torvald együttes dala, mellyel Ukrajnát képviselték a 2017-es Eurovíziós Dalfesztiválon, Kijevben. A dal az UA:PBC által szervezett nemzeti döntőben nyerte el az eurovíziós indulás jogát.

## Eurovíziós Dalfesztivál
Mivel Ukrajna rendezte a 2017-es Eurovíziós Dalfesztivált, így a dal csak a május 13-i döntőben vett részt, viszont a második elődöntő május 10-én megrendezett zsűris főpróbáján is előadták.
A dalt a május 13-án rendezett döntőben adták elő, fellépési sorrendben huszonkettedikként, a Németországot képviselő Levina Perfect Life című dala után és a Belgiumot képviselő Blanche City Lights című dala előtt. A szavazás során a zsűri szavazáson összesítésben a huszonnegyedik helyen végeztek 12 ponttal, míg a nézői szavazáson a tizenhetedik helyen végeztek 24 ponttal, így összesítésben 36 ponttal a verseny huszonnegyedik helyezettjei lettek.
A következő ukrán induló Mélovin Under the Ladder című dala volt a 2018-as Eurovíziós Dalfesztiválon.